# 小行星9009
小行星9009（9009 Tirso）是一颗围绕太阳公转的小行星。1984年4月23日，溫琴佐·扎帕拉在拉西拉天文台发现了此天体。
这颗小行星的绝对星等为177.55338等。